# オリス

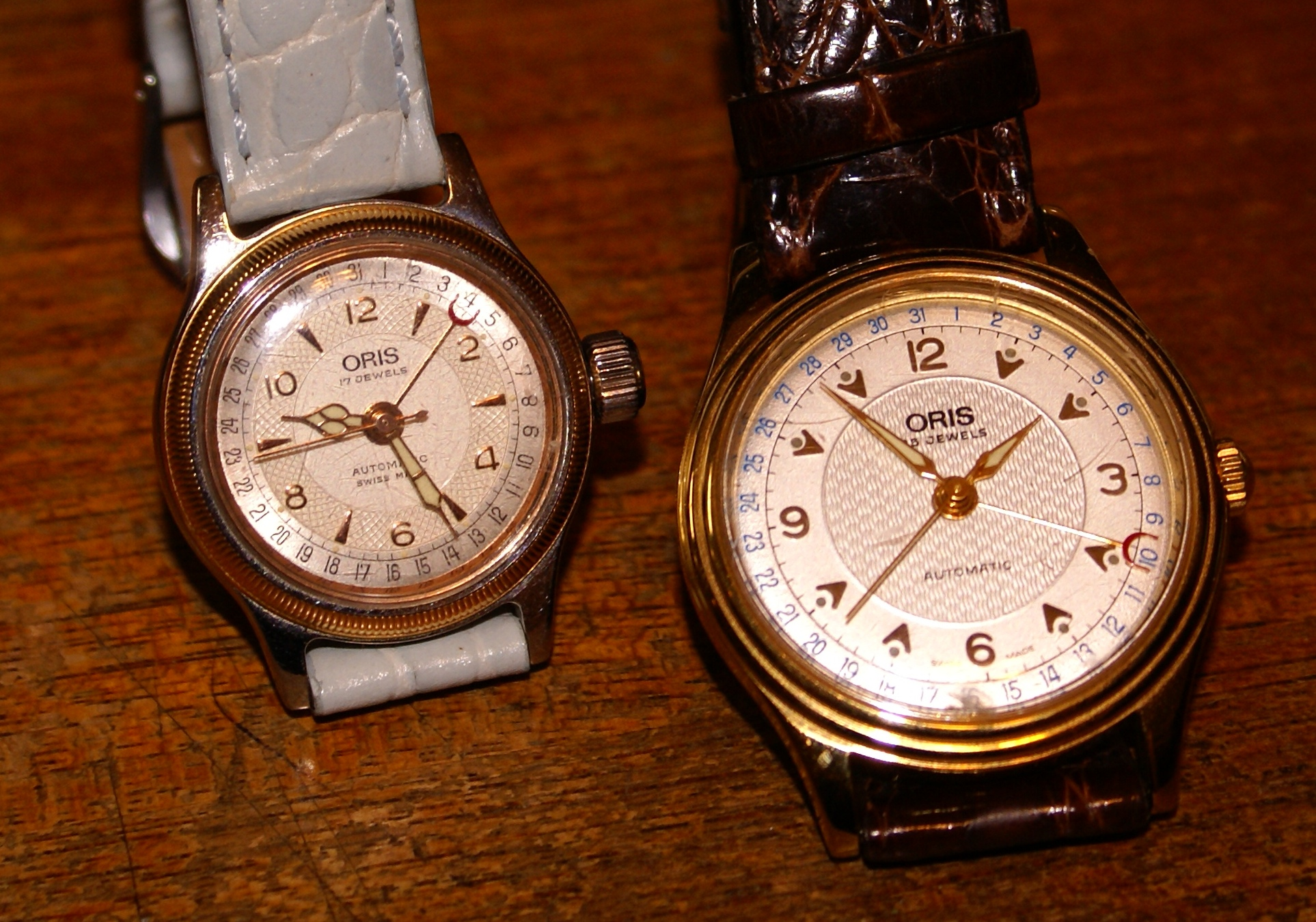
オリス社製の腕時計

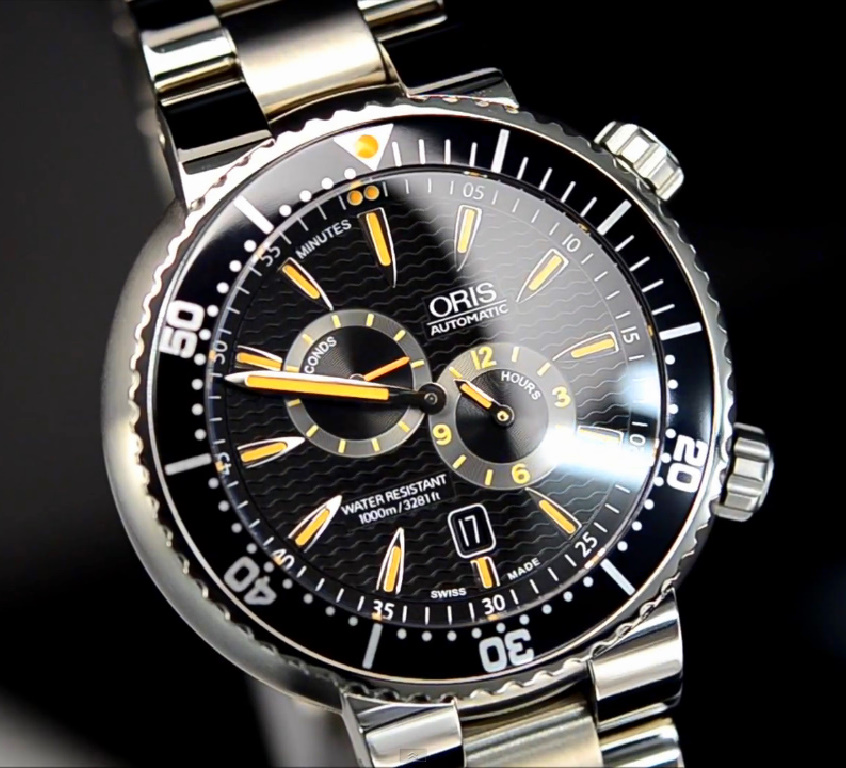
オリスのダイバーズウォッチ

オリス（Oris ）はスイスのバーゼル＝ラント準州ヘルシュタイン（Hölstein ）にある腕時計メーカーである。

## 特徴
日付を専用の針で示す『ポインターデイト』や1000m防水のダイバーズウォッチ、大型の竜頭を採用した『ビッグクラウン』など、他社とは異なったデザイン・技術を用いた製品を多数有する。
「真のスイス製機械式時計」を企業理念の一つに掲げており、日常生活での使用を想定した比較的廉価な機械式時計を中心に製造している。同社ホームページにおいて「4,000スイスフランまでの価格帯のスイス機械式時計の分野では、他の追随を許さない」「デイリーユースを目的として製作された最高品質基準」としている。当初は自社製ムーブメントによる時計を製造していたが、その後はエタ製のエボーシュ（半完成品）をベースとしたムーブメントを加工し、製品に使用していた。しかし、創業110周年にあたる2014年から自社製ムーブメントの製造を再開した。
またモータースポーツやダイビング、航空、ミュージシャンなどさまざまなパートナーシップ（提携）による製品づくりにも力を注いでいる。

## 沿革
- 1904年 - ポール・カッティン（Paul Cattin ）とジョルジュ・クリスティアン（Georges Christian ）がスイス・ヘルシュタインでオリス時計工場を創業。社名はヘルシュタインの近くにあるオリス川（渓谷）に由来する。当時から腕時計専門のメーカーであり、当時は珍しい存在であった[1]。
- 1938年 - 後に代表的な製品となる『ポインターデイト』の生産を開始した[1]。
- 1941年 - 大型のリューズを装備する『ビッグクラウン』を発表、アメリカ空軍パイロットに人気となった[1]。
- 1949年 - 8日巻き卓上アラームクロックを発売[1]。
- 1941年 - パワーリザーブインジケーターを装備する自社製自動巻キャリバーCal.601の製造を開始した[1]。
- 1968年 - Cal.652を使ったクロノメーターがヌーシャテル天文台（Observatory of Neuchâtel ）により高精度なクロノメーターであると認められた[1]。
- 1970年 - オリス最初のクロノグラフ『クロノリス』が作られた[1]。同年にASUAGホールディング（現スウォッチ・グループ）に買収される。
- 1982年 - ロルフ・ポートマン（Rolf Portman ）がオリスの経営権を買収。
- 1984年 - 『ポインターデイト』を復活させた。
- 1991年 - 安価ながらデュアルタイム、ムーンフェイズ、トリプルカレンダーを備える自動巻腕時計『コンプリケーション』を発売した[1]。
- 2003年 - ウィリアムズF1チームの公式ウォッチパートナーとなった。
- 2014年 - ムーブメントの自社製造を復活させ、Cal.110を発表（220個限定）。デイデイト表示と、ノンリニアパワーリザーブ表示が特徴。
- 2015年 - 自社製ムーブメントCal.111を発表、レギュラー発売を開始。
- 2022年 - フランスサッカー・リーグ・アン/リーグ・ドゥの公式タイムキーパーを2024/2025シーズンまでの契約締結を発表[2]。